# Tour del Sud-Est
El Tour del Sud-Est (en francès: Tour du Sud-Est) era una competició ciclista per etapes que es disputava per diferents departaments francesos del Sud-est.
La cursa es creà el 1919 amb el nom de Circuit de Provença, i el 1924 va adoptar el nom de Tour du Sud-Est. De 1927 a 1929 també se'l va conèixer com a Circuit de Byrrh. El 1955 la cursa es fusiona amb el Circuit de les 6 Províncies i passa a anomenar-se "Tour de les Províncies du Sud-Est". El 1964 i 1965 s'uneix amb el "Tour de Var" i canvia el nom a "Circuit del Provençal".
Després d'una temporada sense disputar-se, el 1981 es crea l'anomenat Circuit del Sud-est. Era una prova d'un sol dia. Es va disputar fins al 1985. Només l'edició de 1983 va ser per etapes i se la va conèixer amb el seu nom tradicional de Tour del Sud-est.

## Palmarès
| Any       | Vencedor            | Segon                           | Tercer                                    |
| --------- | ------------------- | ------------------------------- | ----------------------------------------- |
| 1919      | Alfred Steux        | Gustave Ganay                   | Emile Lejeune                             |
| 1920      | Francis Pelissier   | Henri Ferrara                   | Marcel Godard                             |
| 1921-1923 | No disputat         |                                 |                                           |
| 1924      | Alfredo Binda       | Blaise Ameduri                  | Joseph Curtel                             |
| 1925      | André Villevieille  | Jean Barthélémy                 | Benoit Faure                              |
| 1926      | José Pelletier      | Paul Tramier                    | Jean Hilarion                             |
| 1927      | Joseph Maurel       | François Menta                  | Serge Bellagamba                          |
| 1928      | François Menta      | Benoit Faure                    | Antoine Ciccione                          |
| 1929      | Georges Cuvelier    | Louis Bajard                    | Gaspard Rinaldi                           |
| 1930-1937 | No disputat         |                                 |                                           |
| 1938      | Oreste Bernardoni   | Louis Aimar                     | Dante Gianello                            |
| 1939      | Nello Troggi        | Fermo Camellini                 | Dante Gianello                            |
| 1940-1949 | No disputat         |                                 |                                           |
| 1950      | Marius Bonnet       | Antonin Canavese · Emile Rol    | -                                         |
| 1951      | Robert Bonnaventure | Lucien Lazarides · Jean Robic   | -                                         |
| 1952      | Bernard Gauthier    | Gilbert Bauvin                  | Michel Llorca · René Genin · Esprit Maria |
| 1953      | Roger Hassenforder  | Antonin Rolland · Nello Lauredi | Jean Dotto                                |
| 1954      | Jean Dacquay        | Francis Siguenza                | Pierre Molineris                          |
| 1955      | Charly Gaul         | René Privat                     | Fred De Bruyne                            |
| 1956      | Jean Stablinski     | Pierre Gouget                   | Jean-Pierre Schmitz                       |
| 1957      | Jean Graczyk        | Louis Rostollan                 | Norbert Verougstraete                     |
| 1958      | Bernard Gauthier    | Manuel Busto                    | Roger Walkowiak                           |
| 1959      | René Privat         | Raymond Mastrotto               | René Pavard                               |
| 1960      | Tom Simpson         | Stéphane Lach                   | Valentin Huot                             |
| 1961      | No disputat         |                                 |                                           |
| 1962      | Gérard Thiélin      | René Privat                     | Raymond Mastrotto                         |
| 1963      | Jean-Claude Lebaube | Raymond Poulidor                | Henri Anglade                             |
| 1964      | Jean-Claude Annaert | Joseph Groussard                | Victor Van Schil                          |
| 1965      | Federico Bahamontes | Jan Janssen                     | Tom Simpson                               |
| 1966-1980 | No disputat         |                                 |                                           |
| 1981      | Marc Revoul         | Pierre Bazzo                    | Bernard Hinault                           |
| 1982      | Francis Castaing    | Eric Dall'Armelina              | Regis Ovion                               |
| 1983      | Jean-Marie Grezet   | Michel Laurent                  | Pascal Simon                              |
| 1984      | Patrice Thevenard   | Eric Salomon                    | Franck Clemente                           |
| 1985      | Denis Roux          | Gilles Mas                      | Vincent Lavenu                            |